# Poum
Poum ist eine Gemeinde in der Nordprovinz in Neukaledonien. Sie liegt an der Nordspitze der Hauptinsel Grande Terre und umfasst ebenfalls einige Inseln vor der Küste wie die Île Baaba, Île Yandé, Île Néba oder Île Yenghebane. Poum bildet den Endpunkt der Fernverkehrsstraße RPN 1 und ist 421 km von Nouméa entfernt. Sie verfügt über mehrere Strände, von denen der Plage de Nennon als der schönste der gesamten Hauptinsel gilt. Es gibt einen kleinen Flughafen mit einer unbefestigten Landepiste von 1200 m. Die Gemeinde entstand 1977 nach einer Abspaltung von der Nachbargemeinde Koumac.
Im Süden befindet sich eine Nickelmine der SLN, einschließlich Wasch- und Verschiffungsanlage, deren Jahresproduktion bei über einer Million Tonnen lag. Sie wurde als Volksaktiengesellschaft gegründet, deren Anteilseigner die Kanak-Stämme der Region waren. Sie sollten auf diese Weise aus den reichen Nickelvorkommen des Landes wirtschaftlichen Nutzen ziehen. Ein neuer Geschäftsführer, Victor Toulangui, der das Unternehmen 2017 übernommen hatte, führte die einst profitable Produktion innerhalb weniger Jahre in den Ruin, mit einer Schuldenlast von 1,8 Milliarden CFP-Francs. Die Gesellschaft musste im Juli 2023 Konkurs anmelden. Er wird von der Justiz verdächtigt, den größten Teil der Summe veruntreut zu haben.
Weitere Wirtschaftszweige sind der Fischfang und der wachsende Tourismus.
Ein zunehmendes Problem stellt die ausreichende Versorgung mit Trinkwasser dar, besonders in der durch den Klimawandel verstärkten Trockenzeit. Das Grundwasser versalzt zunehmend. Seit 2020 werden in den Dörfern in Meeresnähe und auf einigen Inseln vermehrt solarbetriebene Entsalzungsanlagen errichtet. Ein aus den 1980er Jahren stammender Plan, ein Röhrensystem von dem Fluss Diahot nach Poum zu bauen, wurde bisher hingegen nicht realisiert.
Im Jahr 1850 wurden mehrere Offiziere und Besatzungsmitglieder der französischen Korvette L'Alcmène auf der Île Yenghebane von den Einwohnern ermordet und verspeist. Der Kommandant hatte die Insel für unbewohnt gehalten.

## Bevölkerung
| Bevölkerungsentwicklung in Poum | Bevölkerungsentwicklung in Poum | Bevölkerungsentwicklung in Poum | Bevölkerungsentwicklung in Poum | Bevölkerungsentwicklung in Poum | Bevölkerungsentwicklung in Poum | Bevölkerungsentwicklung in Poum | Bevölkerungsentwicklung in Poum | Bevölkerungsentwicklung in Poum | Bevölkerungsentwicklung in Poum | Bevölkerungsentwicklung in Poum | Bevölkerungsentwicklung in Poum |
| ------------------------------- | ------------------------------- | ------------------------------- | ------------------------------- | ------------------------------- | ------------------------------- | ------------------------------- | ------------------------------- | ------------------------------- | ------------------------------- | ------------------------------- | ------------------------------- |
| Einwohner                       | 1569                            | 1066                            | 890                             | 1033                            | 816                             | 1038                            | 1320                            | 1390                            | 1388                            | 1463                            | 1435                            |
| Jahr                            | 1956                            | 1963                            | 1969                            | 1976                            | 1983                            | 1989                            | 1996                            | 2004                            | 2009                            | 2014                            | 2019                            |

| Ethnische Verteilung | Ethnische Verteilung | Ethnische Verteilung | Ethnische Verteilung |
| -------------------- | -------------------- | -------------------- | -------------------- |
| Kanaken              | Europäer             | Gemischt             | Andere               |
| 82,7 %               | 6,3 %                | 5,5 %                | 5,4 %                |